# Harpochloa
Harpochloa là một chi thực vật có hoa trong họ Hòa thảo (Poaceae).

## Loài
Chi Harpochloa gồm các loài: